# Glostrup
För andra betydelser, se Glostrup (olika betydelser).
Glostrup är en kommunhuvudort i Danmark.   Den ligger i Glostrups kommun och Region Hovedstaden, 10 km väster om Köpenhamn. Antalet invånare (2017) är 22 449. Fødevarestyrelsen har sitt säte i Glostrup.